# Babypuder

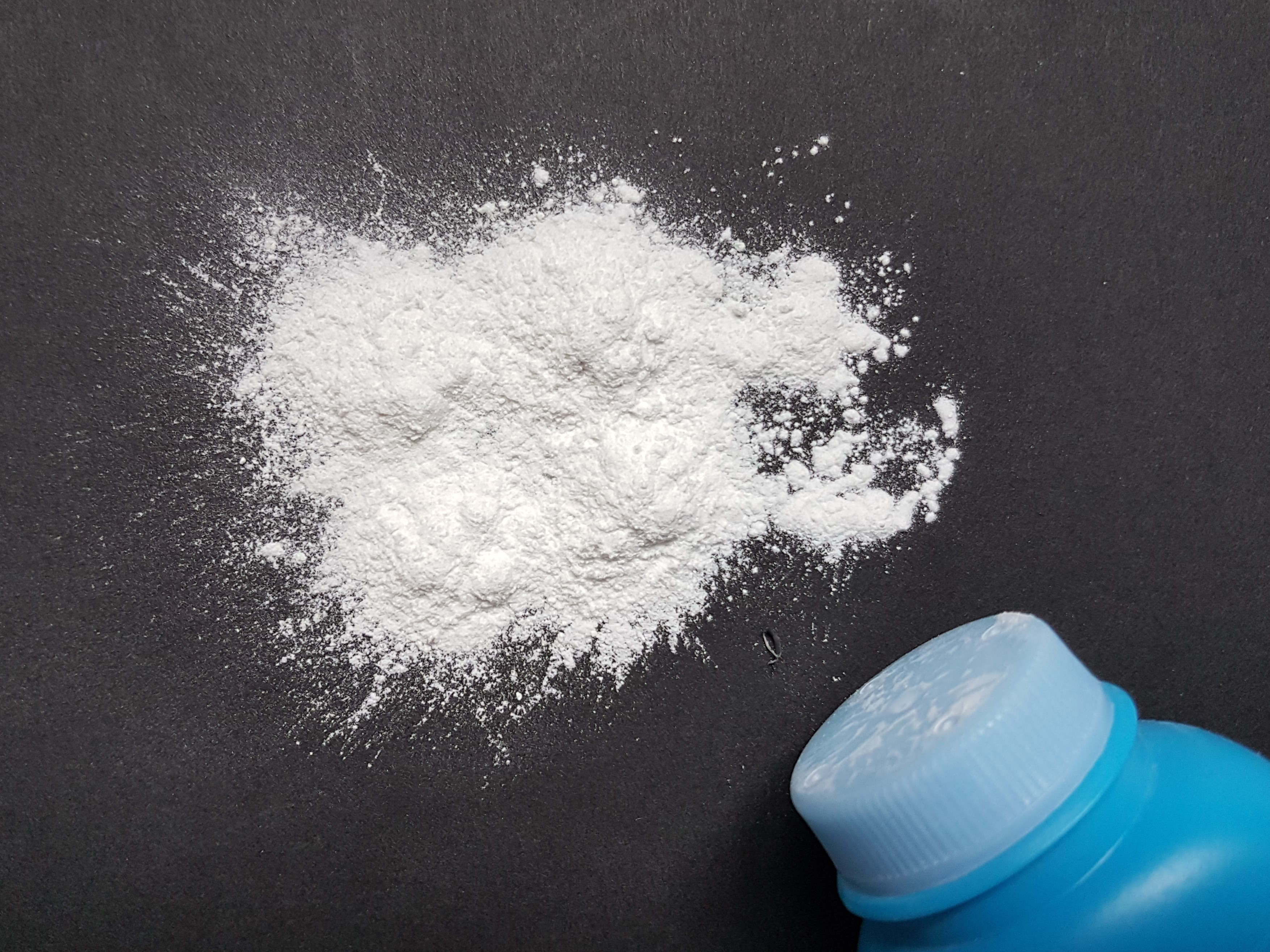
Babypuder aus der Streuflasche

Babypuder ist ein adstringierender Puder, der zur Vorbeugung von Windeldermatitis und für kosmetische Zwecke verwendet wird.

## Anwendung
Babypuder wird beim Wechseln der Windeln von Säuglingen verwendet. Babypuder kann auch als Trockenshampoo, Reinigungsmittel (um Fettflecken zu entfernen) und zum Auffrischen verwendet werden.

## Inhaltsstoffe
Babypuder kann aus Talkum oder Maisstärke bestehen. Es kann auch zusätzliche Inhaltsstoffe wie Duftstoffe enthalten.

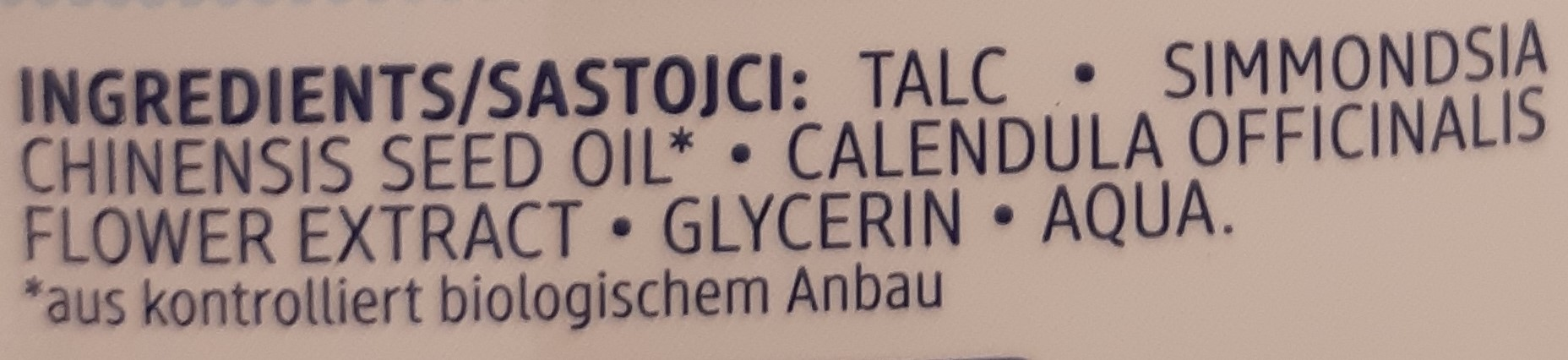
INCI-konforme Angaben eines Babypuders

## Gesundheitsrisiken
Babypuder enthält als Träger- und Trockensubstanz häufig Talkum. Die Aspiration von Talkum kann zu einer Pneumonitis bis hin zu einer Lungenfibrose führen. Das akute Lungenversagen entwickelt sich dabei typischerweise innerhalb von 48 Stunden. Die Literatur beschreibt Todesfälle bei Kleinkindern und Erwachsenen innerhalb weniger Tage. Das in den letzten Jahren zunehmend als Talkumersatz verwendete Trockenmittel Maisstärke erzeugt ähnliche Symptomatiken.
Einige Studien haben einen statistischen Zusammenhang zwischen Talkumpuder, der von Frauen auf den Dammbereich aufgetragen wird, und der Inzidenz von Eierstockkrebs gefunden. Allerdings besteht kein Konsens, dass die beiden Befunde voneinander abhängig sind. Im Jahr 2016 verklagten mehr als 1.000 Frauen in den Vereinigten Staaten den Babypuder-Hersteller Johnson & Johnson dafür, dass sie das mögliche Krebsrisiko im Zusammenhang mit Babypuder verschleiert hätten. Das Unternehmen hat den Verkauf von Babypuder auf Talkbasis in den USA und Kanada im Jahr 2020 eingestellt.
Im August 2022 kündigt Johnson & Johnson an, 2023 weltweit kein Babypuder mehr mit Talkum zu verkaufen und auf Maisstärke als Puderbasis umzustellen.